# RBM39
La proteína 39 de unión a ARN (RBM39) es una proteína codificada en humanos por el gen RBM39.
La proteína RBM39 es una proteína de unión a ARN y un posible factor de splicing. Esta proteína puede encontrarse en el núcleo celular, donde co-localiza con proteínas del espliceosoma. Estudios llevados a cabo en proteínas de ratón con una elevada similitud de secuencia con esta proteína sugieren que RBM39 podría actuar como un coactivador transcripcional para el factor de transcripción JUN/AP-1 y para los receptores de estrógeno. Se han descrito diversas variantes transcripcionales del gen que codifican diferentes isoformas de la proteína.

## Interacciones
La proteína RBM39 ha demostrado ser capaz de interaccionar con:
- Receptor de estrógeno alfa[3]
- Receptor de estrógeno beta[3]
- c-Jun[3]